# Argentyna na Letnich Igrzyskach Olimpijskich 1900
Argentyna na Igrzyskach w Paryżu była reprezentowana przez jednego szermierza - Eduardo Cameta.
Był to debiutancki występ Argentyny na letnich igrzyskach olimpijskich.

## Wyniki

### Szermierka
| Zawodnik      | Konkurencja | Runda I          | Ćwierćfinał      | Półfinał         | Finał            | Finał   |
| Zawodnik      | Konkurencja | Przeciwnik Wynik | Przeciwnik Wynik | Przeciwnik Wynik | Przeciwnik Wynik | Pozycja |
| ------------- | ----------- | ---------------- | ---------------- | ---------------- | ---------------- | ------- |
| Eduardo Camet | szpada      | NO               | NO               | NO               | NO               | 5.      |